# Пайян, Клод-Франсуа де
Клод-Франсуа де Пайян (фр. Claude-François de Payan; 14 мая 1766 или 1766, Дофине — 28 июля 1794, Париж) — французский аристократ и революционер, член Парижской коммуны, судья революционного трибунала, был гильотирован 28 июля 1794 года; младший брат Жозефа-Франсуа.
Пайян происходил из знатного рода из Дофине, он поступил в артиллерийский полк до революции. Во время революции он был очень увлечен новыми идеями и полностью их поддерживал. Его старший брат Жозеф-Франсуа де Пайян также был революционером.
После выхода в отставку в 1790 году занимался революционной деятельностью на юге Франции. Первоначально принадлежал к стану жирондистов, затем монтаньяров.
В начале августа 1793 года встретился с Робеспьером, после чего и стал одним из его верных сторонников. В Париже занимал должности члена Комитета общественного спасения и редактора газеты «L’Antifederaliste»(с 22 августа 1793 года), члена Революционного трибунала (с 29 сентября 1793 года), национального агента Парижской коммуны (с 29 марта 1794 года). Оставался с Робеспьером во время ареста последнего 10 термидора (28 июля 1794 года) и был гильотинирован вместе с другими 21 его сторонниками в тот же день.